# Villa Girbardt

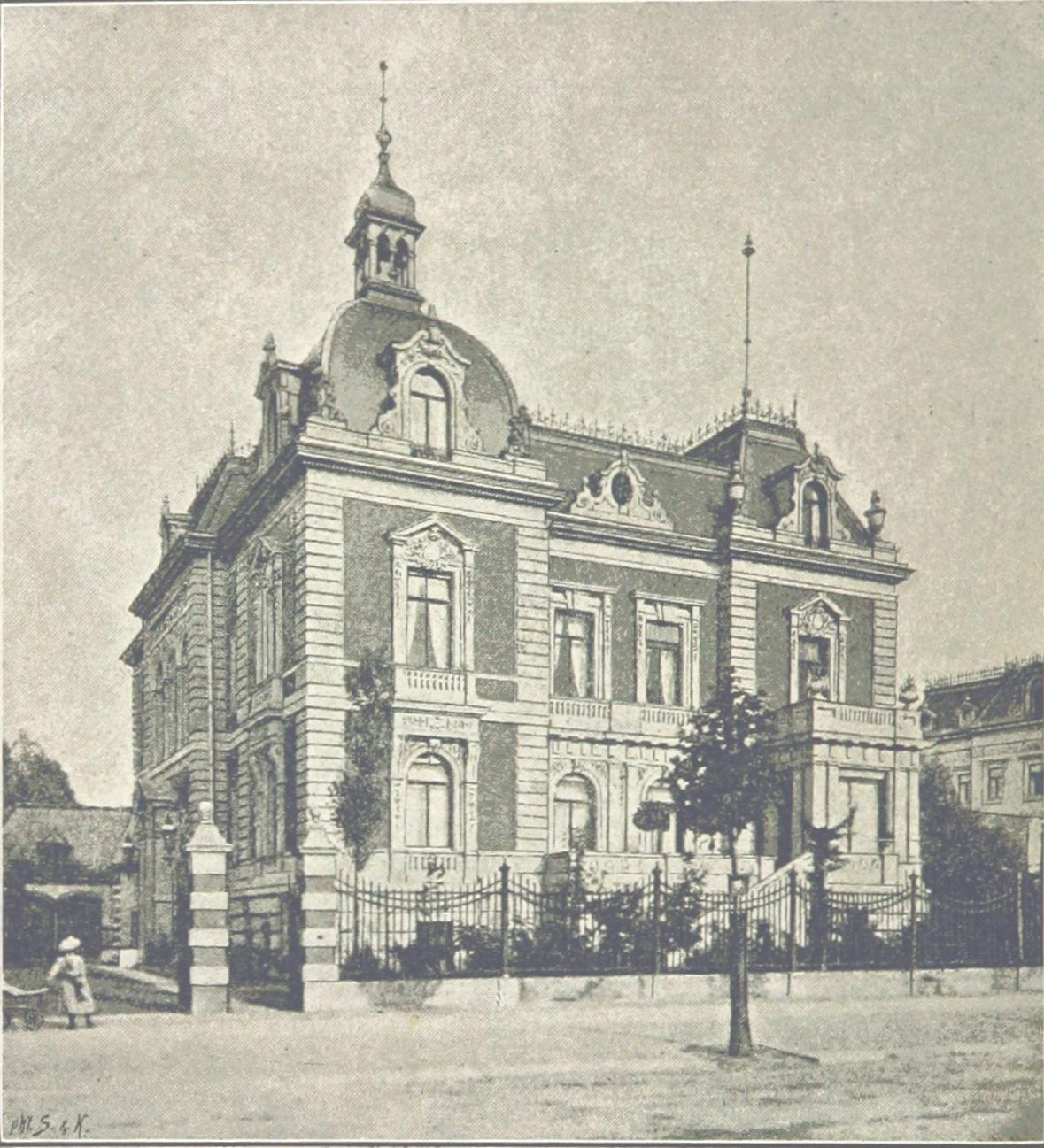
Villa Girbardt (1892)

Die Villa Girbardt war eine großbürgerliche Villa in Leipzig und Bestandteil des Villenrings entlang der Karl-Tauchnitz-Straße im Musikviertel. Das Haus wurde im Zweiten Weltkrieg bei den Luftangriffen auf Leipzig zerstört.

## Geschichte und Beschreibung

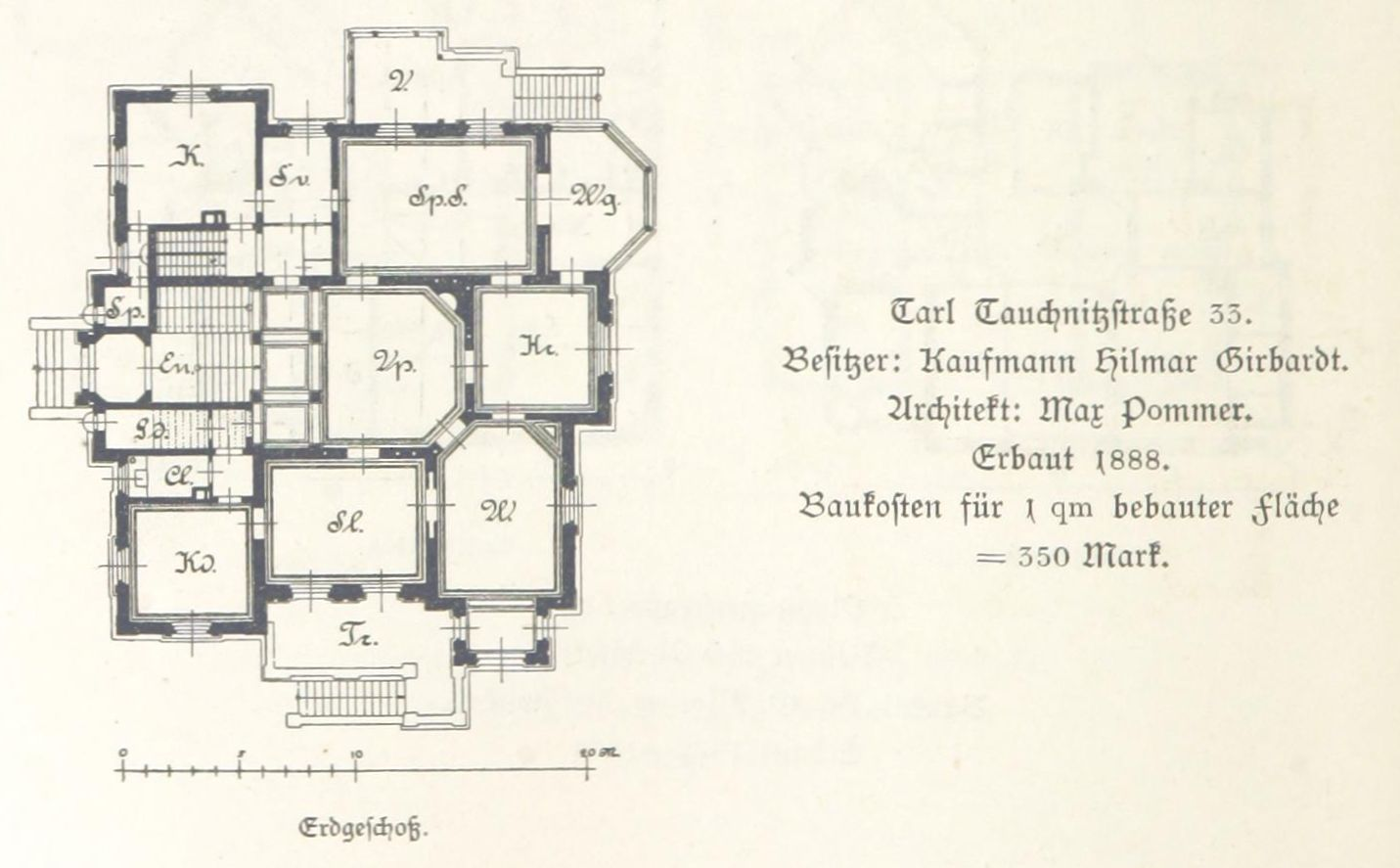
Grundriss der Villa Girbardt (1892)

Die Villa wurde 1888 von Max Pommer (1847–1915) für den Kaufmann Hilmar Girbardt im Stil der Neorenaissance errichtet und stand an der Karl-Tauchnitz-Straße 17. Nach alter Zählung hatte die Villa die Adresse Carl-Tauchnitz-Straße 33, nach neuer Zählung Karl-Tauchnitz-Straße 17. Kurz vor Kriegsende lebte hier der NSDAP-Politiker und Oberbürgermeister von Leipzig Alfred Freyberg (1893–1945).
Nach der Machtergreifung der Nationalsozialisten wurde die Sparkasse der Stadt Leipzig Eigentümerin des Hauses. Dies und der spätere Bewohner Alfred Freyberg sind ein Hinweis darauf, dass Girbardt als Verfolgter des Naziregimes das Land verlassen musste.
Die Villa hatte einen großen Garten, der sich bis zur Wächterstraße erstreckte. Auf dem Grundstück befand sich auch ein Stallgebäude (Remise).
Das Areal der ehemaligen Villa und deren Garten wurde mit benachbarten Grundstücken von fünf kriegszerstörten Villen (Villa Gruner, Villa Oelßner, Villa Wölker, Villa Hermann Beckmann und Villa Carl Beckmann) zwischen Ferdinand-Rhode-Straße und Beethovenstraße zu einem Grundstück zusammengelegt und 1970 mit drei 16-geschossigen Punkthochhäusern (Typ PH 16) von Walter Havliczek bebaut. Im Volksmund werden sie „die drei Gleichen“ genannt.